# (219) Туснельда
(219) Туснельда (нем. Thusnelda) — типичный астероид главного пояса, с довольно высоким альбедо, что свидетельствует о его принадлежности к светлому спектральному классу S. Он был обнаружен 30 сентября 1880 года австрийским астрономом Иоганном Пализой в обсерватории города Пула, Хорватия  и назван в честь Туснельды, супруги вождя племени херусков.

Орбита астероида Туснельда и его положение в Солнечной системе
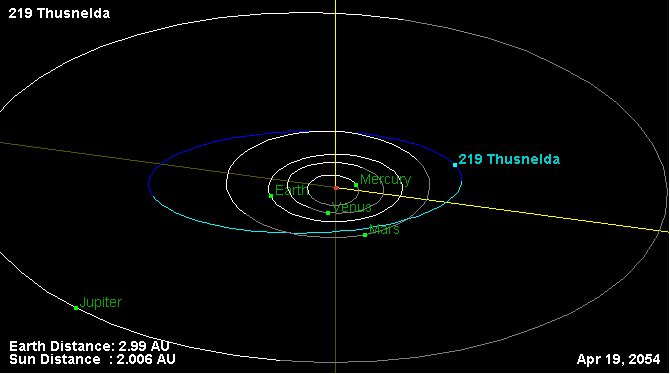
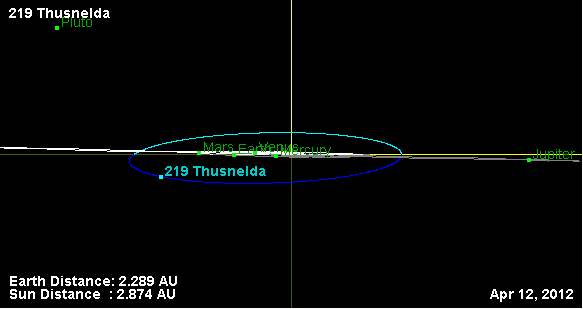